# Ceva
Pour les articles homonymes, voir Ceva (homonymie).
Ceva est une commune italienne de la province de Coni dans le Piémont.
Ancien chef-lieu de province de la maison de Savoie, ancien marquisat.
Aloysius Bertrand, le grand poète romantique auteur de Gaspard de la Nuit, est né à Ceva et y a vécu, petit enfant.

## Histoire
Le marquisat de Ceva s'étendait de 7 à 8 lieues du Nord au Sud et de 5 lieues d'Est en Ouest. Confiné à l'Est par le Montferrat, il est situé dans les hautes Langhes. La ville de Ceve, ou Ceva ou encore Cheva était une place très forte défendue par un château. Ce marquisat fut uni au comté d'Asti à la fin du XIIe siècle.
Au XIVe siècle, il appartient à la famille de Monteynard, par le truchement de Marguerite Paleologue de Montferrat.
En 1641 la ville est assiégée, et prise, par les troupes françaises du comte d'Harcourt dont le régiment des Gardes françaises faisait partie.
La ville fut prise, une nouvelle fois, par les Français en 1796 et 1800, qui détruisirent ses fortifications.

## Administration
| Période                                  | Période | Identité      | Étiquette     | Qualité |
| ---------------------------------------- | ------- | ------------- | ------------- | ------- |
| 2009                                     | 2013    | Alfredo Vizio | Liste civique |         |
| Les données manquantes sont à compléter. |         |               |               |         |

### Communes limitrophes
Battifollo, Castellino Tanaro, Lesegno, Mombasiglio, Nucetto, Paroldo, Perlo, Priero, Roascio, Sale delle Langhe, Sale San Giovanni, Scagnello, Serravalle Langhe